# Estadio Mario Mena
Estadio Mario O. Mena Morales – stadion piłkarski w gwatemalskim mieście Morales, w departamencie Izabal. Obiekt może pomieścić 9 000 widzów, a swoje mecze rozgrywa na nim drużyna FC Heredia.
Posiada jedną krytą trybunę, kabiny dla mediów oraz słupy oświetleniowe, które nie są jednak używane ze względu na problem w doprowadzeniu elektryczności. Znajduje się na terenie kompleksu rekreacyjnego w dzielnicy Bananera, obejmującego między innymi basen, place zabaw oraz salę konferencyjną. W 2018 roku na obiekcie przeprowadzono spore prace remontowe.
Stadion poprzednio nosił nazwy Estadio Bandegua i Estadio Del Monte.